# 허비 - 몬테카를로에 가다
《허비 - 몬테카를로에 가다》(영어: Herbie Goes to Monte Carlo)는 1977년에 개봉한 미국의 스포츠 모험 코미디 영화이다. 《허비 - 돌아오다》(1974)의 속편이자 허비 영화 시리즈 세 번째 작품이다.
속편 《허비 - 흥분하다》(1980)로 이어진다.

## 줄거리
재기를 바라는 자동차 경주 선수 짐, 정비공 휠리, 폴크스바겐 케퍼 허비는 가상의 몬테카를로 랠리인 프랑스 횡단 경주 우승을 노리고 파리에 온다.
유일한 여성 참가자인 다이앤의 란차 몬테카를로 지젤은 허비와 마찬가지로 지각을 지닌 것으로 드러나며, 허비와 사랑에 빠진다. 한편 도둑들이 훔친 다이아몬드를 몰래 허비의 연료 탱크에 숨기면서 짐 일행은 예상치 못했던 난관에 부딪힌다.

## 출연진
- 딘 존스 - 짐 더글러스 역
- 돈 노츠 - 휠리 애플게이트 역
- 줄리 서머스 - 다이앤 다시 역
- 자크 마랭 - 수사관 부셰 / 더블 X 역
- 로이 키니어 - 퀸시 역
- 버나드 폭스 - 맥스 역
- 에릭 브레이든 - 브루노 폰스티켈 역
- 그자비에 생마카리 - 형사 퐁트누아 역
- 프랑수아 랄랑드 - 리보 씨 역
- 앨런 카유 - 에밀 역
- 로리 메인 - 뒤발 역
- 조니 헤이머 - 경주 담당자 역
- 제라르 쥐노 - 종업원 역
- 장마리 프로슬리에 - 문지기 역
- 로이드 넬슨 - 정비공 역
- 딕 월록 - 자동차 경주 선수 역
- 카티아 첸코 - 몬테카를로 트로피 걸 역 (크레디트 미기재)
- 조지안 발라스코 - 관중 역 (크레디트 미기재)

## 우리말 녹음
KBS 성우진
- 신성호 - 짐(딘 존스)
- 이종구 - 휠리(돈 노츠)
- 강희선 - 다이앤(줄리 서머스)
- 안종국 - 경찰 서장(앨런 카유)
- 황원 - 부셰(자크 마랭)
- 탁원제 - 맥스(버나드 폭스)
- 노민 - 퀸시(로이 키니어)
- 장정진 - 퐁트누아(그자비에 생마카리)
- 장광 - 브루노(에릭 브레이든)
- 유동현 - 문지기(장마리 프로슬리에)
- 홍승섭 - 정비공(로이드 넬슨)
- 오인성 - 다이아몬드 주인(프랑수아 랄랑드)
- 구자형 - 경주 담당자(조니 헤이머)
- 김진주 - 프랑스 여성(카티아 첸코)